# Забух
Забух (азерб. Zabux, вірм. Աղավնո) – село у Лачинському районі Азербайджану.

## Географія
Село розташоване на берегах однойменної річки, за 8 км на південь від районного центру, міста Лачина та за 31 км на північний схід від міста Горіса. Забух є першим селом в Азербайджа́нська Респу́бліка на трасі Єреван — Ханкенді́, в селі обладнано єдиний у Азербайджанській Республіці сухопутний контрольно-пропускний пункт для в'їзду іноземних громадян.
Біля села відходить дорога до монастиря Ціцернаванк (IV століття). Поруч розташовані села Мелікашен, Сус та Неркін Сус Лачинському району та село Тех марзу Сюнік, Республіка Вірменія.

## Історія
З 1992 року до 1 грудня 2020 року – у складі Кашатазького району невизнаної Нагірно-Карабаської Республіки. У ході Другої карабаської війни село зайняте Збройні сили Азербайджану.